# Echinocythereis laticarina
Echinocythereis laticarina is een mosselkreeftjessoort uit de familie van de Trachyleberididae. De wetenschappelijke naam van de soort is voor het eerst geldig gepubliceerd in 1868 door Brady.